# Hotel del Luna
Hotel del Luna er en sydkoreansk tv-drama/serie på 16 episoder (+ 3 specialepisoder). Hovedrollerne spilles af henholdsvis IU (Jang Man-wol) og Yeo Jin-goo (Ku Chan-seong).